# Джули, Алессандро
Алессандро Джули (итал. Alessandro Giuli; род. 27 сентября 1975, Рим) — итальянский журналист и политик. Министр культуры Италии (с 2024).

## Биография
Родился 27 сентября 1975 года в Риме. Изучал философию в римском университете Ла Сапиенца, но не завершил курс обучения.
В возрасте 14 лет вступил вступил в Молодёжный фронт — молодёжную организацию Итальянского социального движения. В студенческие годы интересовался дохристианским язычеством и античным периодом истории Италии, связанными с культурой неофашизма. 
Начинал журналистскую карьеру в социал-демократическом издании L'Umanità. С 2004 года работал под руководством консервативного журналиста Джулиано Феррары в il Foglio, где в 2015—2016 годах занимал должность заместителя и первого заместителя главного редактора.
С 2017 года — главный редактор журнала Tempi, ориентированного на католические ценности. Также сотрудничал в разных изданиях, включая Linkiesta, Il Tempo, Libero, Corriere dell'Umbria. 
В 2019—2020 годах работал на телевидении. Был постоянным гостем программы Аннализы Бруки «Patriae» на Rai 2.
23 ноября 2022 года министр культуры Дженнаро Санджулиано назначил Алессандро Джули директором Национального музея искусств XXI века (MAXXI) с 12 декабря 2022 года.
6 сентября 2024 года получил портфель министра культуры в правительстве Мелони после отставки Дженнаро Санджулиано.
В сентябре 2024 года сдал последний экзамен на соискание степени по философии.

## Личная жизнь
Женат на журналистке Sky TG24 Валерии Фальчони (Valeria Falcioni), в их семье есть двое детей (родились в 2016 и 2019 годах).

## Труды
- «Dadafleur», Tsunami, 2001.
- «Nigredo», Settimo sigillo, 2002.
- «Il passo delle oche. L’identità irrisolta dei postfascisti», Einaudi, 2007.
- «Venne la magna madre. I riti, il culto e l’azione di Cibele romana», Settimo Sigillo, 2012.
- «Gramsci è vivo. Sillabario per un’egemonia contemporanea», Rizzoli, 2024.